# 小行星21128
小行星21128（21128 Chapuis）是一颗绕太阳运转的小行星，为主小行星带小行星。该小行星于1993年1月27日发现。

## 轨道参数
小行星21128的轨道半长轴为3.9892179 UA，离心率为0.102。